# Zelia wildermuthii
Zelia wildermuthii är en tvåvingeart som beskrevs av Margaret Walton 1914. Zelia wildermuthii ingår i släktet Zelia och familjen parasitflugor. Inga underarter finns listade i Catalogue of Life.